# Championnat d'Europe féminin de water-polo
Cet article traite de l'épreuve féminine. Pour la compétition masculine, voir Championnat d'Europe masculin de water-polo.
Le Championnat d'Europe féminin de water-polo est la plus importante compétition féminine européenne de water-polo entre nations. Créée en 1985, cette épreuve est organisée par la Ligue européenne de natation.

## Palmarès

### Par édition
| Année | No  | Vainqueur    | Finaliste | 3e place             | 4e place             | Meilleur buteur                                                    | Organisateur | Sélectionneur vainqueur |
| ----- | --- | ------------ | --------- | -------------------- | -------------------- | ------------------------------------------------------------------ | ------------ | ----------------------- |
| 1985  | 1re | Pays-Bas     | Hongrie   | Allemagne de l'Ouest | Norvège              | Patricia Libregts (28)                                             | Oslo         | Peter van den Biggelaar |
| 1987  | 2e  | Pays-Bas (2) | Hongrie   | France               | Allemagne de l'Ouest | Patricia Libregts (22)                                             | Strasbourg   | Peter van den Biggelaar |
| 1989  | 3e  | Pays-Bas (3) | Hongrie   | France               | Italie               | Andrea Eke (20)                                                    | Bonn         | Peter van den Biggelaar |
| 1991  | 4e  | Hongrie      | Pays-Bas  | Italie               | France               | Alice Lintaud (22)                                                 | Athènes      | Gyula Tóth              |
| 1993  | 5e  | Pays-Bas (4) | Russie    | Hongrie              | Italie               | Alice Lintaud (31)                                                 | Leeds        | Kees van Hardeveld      |
| 1995  | 6e  | Italie       | Hongrie   | Pays-Bas             | Grèce                | Laure Gotha (27)                                                   | Vienne       | Pierluigi Formiconi     |
| 1997  | 7e  | Italie (2)   | Russie    | Pays-Bas             | Espagne              | Giusi Malato (26)                                                  | Séville      | Pierluigi Formiconi     |
| 1999  | 8e  | Italie (3)   | Pays-Bas  | Russie               | Hongrie              | Karin Kuipers (13) Giusi Malato (13) Krisztina Szremko (13)        | Prato        | Pierluigi Formiconi     |
| 2001  | 9e  | Hongrie (2)  | Italie    | Russie               | Grèce                | Ágnes Primász (14)                                                 | Budapest     | Tamás Faragó            |
| 2003  | 10e | Italie (4)   | Hongrie   | Russie               | Pays-Bas             | Daniëlle de Bruijn (15)                                            | Ljubljana    | Pierluigi Formiconi     |
| 2006  | 11e | Russie       | Italie    | Hongrie              | Espagne              | Ekaterina Pantolina (18)                                           | Belgrade     | Alexander Kleymenov     |
| 2008  | 12e | Russie (2)   | Espagne   | Hongrie              | Italie               | Ekaterina Pantolina (16)                                           | Malaga       | Alexander Kleymenov     |
| 2010  | 13e | Russie (3)   | Grèce     | Pays-Bas             | Italie               | Angeliki Gerolymou (17)                                            | Zagreb       | Aleksandr Kabanov       |
| 2012  | 14e | Italie (5)   | Grèce     | Hongrie              | Russie               | Rita Keszthelyi (19)                                               | Eindhoven    | Fabio Conti             |
| 2014  | 15e | Espagne      | Pays-Bas  | Hongrie              | Italie               | Rita Keszthelyi (19)                                               | Budapest     | Miki Oca                |
| 2016  | 16e | Hongrie (3)  | Pays-Bas  | Italie               | Espagne              | Rita Keszthelyi (23)                                               | Belgrade     | Attila Biro             |
| 2018  | 17e | Pays-Bas (5) | Grèce     | Espagne              | Hongrie              | Beatriz Ortiz (25)                                                 | Barcelone    | Arno Havenga            |
| 2020  | 18e | Espagne (2)  | Russie    | Hongrie              | Pays-Bas             | Rita Keszthelyi (28)                                               | Budapest     | Miki Oca                |
| 2022  | 19e | Espagne (3)  | Grèce     | Italie               | Pays-Bas             | Gréta Gurisatti (27)                                               | Split        | Miki Oca                |
| 2024  | 20e | Pays-Bas (6) | Espagne   | Grèce                | Italie               | Rita Keszthelyi (21) Alina-Ioana Olteanu (21) Belen Vosseberg (21) | Eindhoven    | Evangelos Doudesis      |

## Bilan des médailles
| Rang | Nation               | Or | Argent | Bronze | Total |
| ---- | -------------------- | -- | ------ | ------ | ----- |
| 1    | Pays-Bas             | 6  | 4      | 3      | 13    |
| 2    | Italie               | 5  | 2      | 4      | 11    |
| 3    | Hongrie              | 3  | 5      | 5      | 13    |
| 4    | Russie               | 3  | 3      | 3      | 9     |
| 5    | Espagne              | 3  | 2      | 0      | 5     |
| 6    | Grèce                | 0  | 3      | 1      | 4     |
| 7    | France               | 0  | 0      | 2      | 2     |
| 8    | Allemagne de l'Ouest | 0  | 0      | 1      | 1     |